# Cantonul Saint-Denis-8
Cantonul Saint-Denis-8 este un canton din arondismentul Saint-Denis, Réunion, Franța.